# Toxophora punctipennis
Toxophora punctipennis är en tvåvingeart som beskrevs av Mario Bezzi 1921. Toxophora punctipennis ingår i släktet Toxophora och familjen svävflugor. Inga underarter finns listade i Catalogue of Life.